# Maggie Stiefvater
Margaret Stiefvater (Harrisonburg, el 18 de noviembre de 1981) es una escritora americana de ficción para jóvenes adultos, mayormente conocida por sus series de novelas fantásticas Los lobos de Mercy Falls y The Raven Cycle. Actualmente vive en Virginia.

## Vida y carrera

### Vida anterior
Stiefvater nació en Harrisonburg, Virginia. Se describió a sí misma como “una niña inquieta con muchas fobias”. De niña quería ser piloto de combate y conductora de coches de carreras, era una lectora voraz y le gustaba escribir. Con 16 años ya enviaba manuscritos a editoriales. Después de haber estudiado en casa toda la primaria, Stiefvater fue a la Universidad de Mary Washington, y obtuvo un grado en Historia. Al entrar a la universidad ya había escrito 30 novelas, incluyendo cuatro thrillers sobre el Ejército Republicano Irlandés, una novela histórica de un corredor de bloqueo, y una novela de fantasía sobre “magos presos que luchan contra disturbios civiles”. A los 16 cambió legalmente su primer nombre de Heidi a Margaret. Su apellido de soltera era Hummel. Tras graduarse trabajó como retratista, especializada en el arte ecuestre. En 2010 dio una TED Talk para la NASA titulada “Cómo adolescentes malos se convierten en gente famosa”, en la que reflejaba su juventud como una adolescente mala y qué impacto tuvieron esos años en ella.

### Carrera de escritora
Stiefvater publicó su primera novela Lament en 2008. Antes de que Lament saliera a la venta, vendió los derechos de Ballad, la secuela de Lament, y de Shiver, el primer libro de la trilogía Los lobos de Mercy Falls. Shiver estuvo más de 40 semanas en la lista de los más vendidos de The New York Times. Hay más de 1.7 millones de copias impresas de la saga de Los lobos de Mercy Falls y más de 36 ediciones a idiomas extranjeros.
En 2011, Stiefvater publicó The Scorpio Races, que recibió reseñas de cinco estrellas y se le concedió el premio Michael L. Printz.
Stiefvater ha estado muy abierta a compartir sus técnicas y métodos de escritura. Tiene una serie de entradas en blog titulada “Cómo escribo”, en la que describe sus diferentes acercamientos a la escritura y da consejos. En 2018 y 2019 impartió un seminario titulado Portratits & Dreams; Writing with Maggie Stiefvater. Incluía una lectura y una sesión de Preguntas & Respuestas. Esta clase fue impartida en Edimburgo, Nueva York, Seattle, Austin, Los Angeles, Brooklyn, Toronto y Vancouver.

### Música
Stiefvater toca varios instrumentos. Grabó una composición original para los audio libros de The Scorpio Races y The Raven Cycle. Tiene un perfil en SoundCloud donde sube sus pistas originales. Stiefvater está muy unida a la música y ha publicado listas de reproducción para algunas de sus novelas, con canciones que ella escuchaba mientras escribía.

### Arte
Antes de convertirse en escritora a tiempo completo, Stiefvater era retratista profesional, especializada en lápiz de color. Actualmente tiene su propia página de Etsy y Society6 donde vende sus creaciones.
Stiefvater también creó un mazo de tarot, el tarot de The Raven’s Prophecy en septiembre de 2015.
También pidió a la American Library Association crear un cartel para promover la lectura. Este cartel incluye personajes de The Raven Cycle y la frase “El futuro pertenece a aquellos que leen”

### Coches
Stiefvater adora los coches, especialmente los rápidos. Hizo un curso de conducción acrobática y trabajó como periodista automotora.
Stiefvater ha utilizado su pasión por los vehículos frecuentemente para promover sus novelas. Para promover el segundo tomo de The Raven Cycle, The Dreams Thieves, hizo un grafiti en su propio coche. Más tarde permitió que sus fans grafitearan el coche en el lanzamiento del libro, en Kansas City, el 18 de septiembre de 2013. Hizo lo mismo en otro evento en 2016, en el que dejó que sus fans pintasen su Mitsubishi Lancer Evolution X. En 2013 fue a una carrera de rally en un coche de carreras pintado con la cubierta de The Raven Boys.
En 2015 Stiefvater condujo su Mitsubishi Lancer Evolution X en una carrera contra el escritor John Green en la pista de carreras Princeton. Ambos vehículos ardieron.

### Vida personal
Stiefvater tiene un blog personal donde comparte las cosas que le pasan a diario. Se casó con “el marido perfecto” y tiene dos niños. También tiene cuatro perros llamados Winnie, Parsifal, Jane y Rose, junto con nueve cabras y un caballo.
Tras publicar The Raven Cycle, Maggie descubrió que estaba emparentada con Glendower, un rey galés que aparece en el cuento.
En 2019 le diagnosticaron la Enfermedad de Addison después de desmayarse en una presentación de libros. Ha sido muy abierta públicamente con su salud esperando que eso aumente la conciencia sobre estos temas.

## Obra

### Novelas

#### Libros de Faerie
- Lament (2008)
- Ballad (2009)
- Réquiem (TBD)

#### Los Lobos de Mercy Falls
- Shiver (2009)
- Linger (2010)
- Forver (2011)
- Sinner (2014)

#### La Profecía del Cuervo
- The Raven Boys(2012)
- The Dream Thieves (2013)
- Blue Lily, Lily Blue (2014)
- The Raven King (2016)
- Opal (2018)

#### El Dreamer Trilogía
- Call Down The Hawk (2019)
- Mister Impossible (2021)
- Greywaren (2022)

#### Otras novelas
- The Scorpio Races (2011)
- Spirit Animals Book 2: Hunted (2014)
- Pip Bartlett's Guide to Magical Creatures - con  Jackson Pearce (2015)

- All the Crooked Saints (2017)

### Antologías
- The Curiosities: A Collection of Stories- con Tessa Gratton y Brenna Yovanoff (2012)
- The Anatomía de Curiosidad - con Tessa Gratton y Brenna Yovanoff (2015)

### Cuentos cortos de ficción
- The Hounds of Ulster (2010)
- Non Quis, Sed Quid (2011)

### Novelas gráficas
- Swamp Thing: Twin Branches - con la artista Morgan Beem (October 2020)

## Adaptaciones cinematográficas
Unique Features, en conjunto con Warner Bros., adquirió los derechos cinematográficos de Shiver poco después del lanzamiento del libro. El guion fue escrito por Nick Pustay.
Se anunció en 2011 que David Katzenberg y Seth Grahame-Smith’s KatzSmith Productions producirían una película de Scorpio Races. New Line Cinema, junto con Weed Road, adquirieron los derechos cinematográficos de The Raven Boys poco después del lanzamiento del libro en septiembre de 2012.
En 2019, Stiefvater escribió el piloto del programa de televisión The Raven Cycle.